# 黛安·科伊尔
黛安·科伊尔女爵士，DBE（英語：Dame Diane Coyle，1961年2月—），英国经济学家，曾任英国财政部顾问，现为英國廣播公司信託基金副主席，主要作品有《无重的世界》（The Weightless World）等。